# Sekundærrute 269
Sekundærrute 269 er en rutenummereret landevej på Sjælland.
Ruten strækker sig fra Ringsted til Rønnede.
Rute 269 har en længde på ca. 24 km.